# Donington Park
Der Donington Park Circuit  ist eine Motorsport-Rennstrecke in England. Sie liegt unweit der Ortschaft Castle Donington in der Grafschaft Leicestershire und direkt neben dem Flughafen East Midlands. Die nächste Großstadt ist Birmingham.
Die Strecke ist Schauplatz vielerlei Motorsportrennen und Musikfestivals. Unter anderem fand das Monsters-of-Rock-Festival dort zwischen 1980 und 1996 (jetzt: Download-Festival) 15 Mal statt, 2002 trat die Ozzfest-Tournee auf. 1993 gastierte zudem die Formel 1 im Donington Park. Zur Strecke gehört seit 1973 auch die Donington Grand Prix Collection, ein Museum mit der weltweit größten Sammlung von Grand-Prix-Rennwagen.

## Geschichte

### Streckenlayout
Der Rundkurs wurde 1931 eröffnet. Zu dieser Zeit hatte der Kurs eine Streckenlänge von 3,525 km. Im Jahr 1934 wurde eine zusätzliche Haarnadelkurve hinter der Redgate gebaut; die neue Streckenlänge betrug 4,104 km. 1937 wurde die Melbourne Corner gebaut, was zur neuen Streckenlänge von 5,029 km führte. Im Jahr 1977 verkürzte ein Neubau der Strecke diese auf 3,150 km. 1985 erfolgte der Bau der neuen Melbourne-Haarnadelkurve und führte zur aktuellen Streckenlänge mit 4,023 km. Für die Rückkehr der Formel 1 im Jahr 2010 wurde ein neuerlicher Umbau angesetzt. Die Strecke sollte durch eine zusätzliche Schleife vor dem Start-/Ziel-Bereich um rund 800 m verlängert werden. Zudem sollte die Start- und Zielgerade auf die „Starkey’s Straight“ verlegt werden. Für eine bessere Überholmöglichkeit soll die „Esses“-Kurve abgekürzt werden, damit man schneller in die „Melbourne Hairpin“ fahren kann. Diese Variante wurde allerdings nie gebaut.

Streckenführung 1937–1939
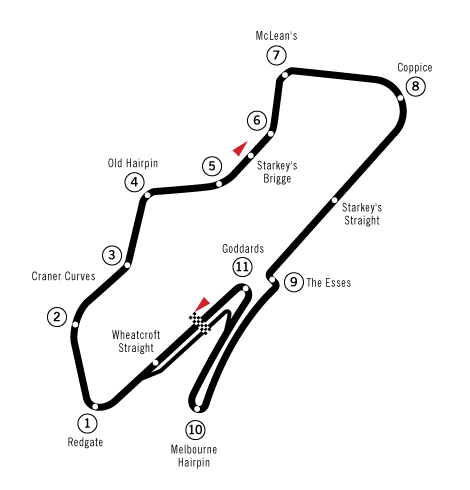
Streckenführung ab 1985
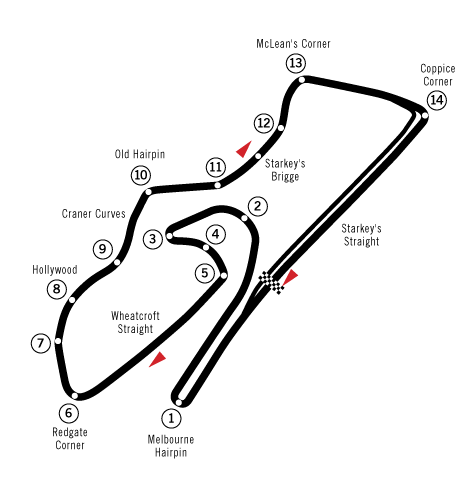
Streckenführung ursprünglich ab 2010 geplant

### Rennveranstaltungen

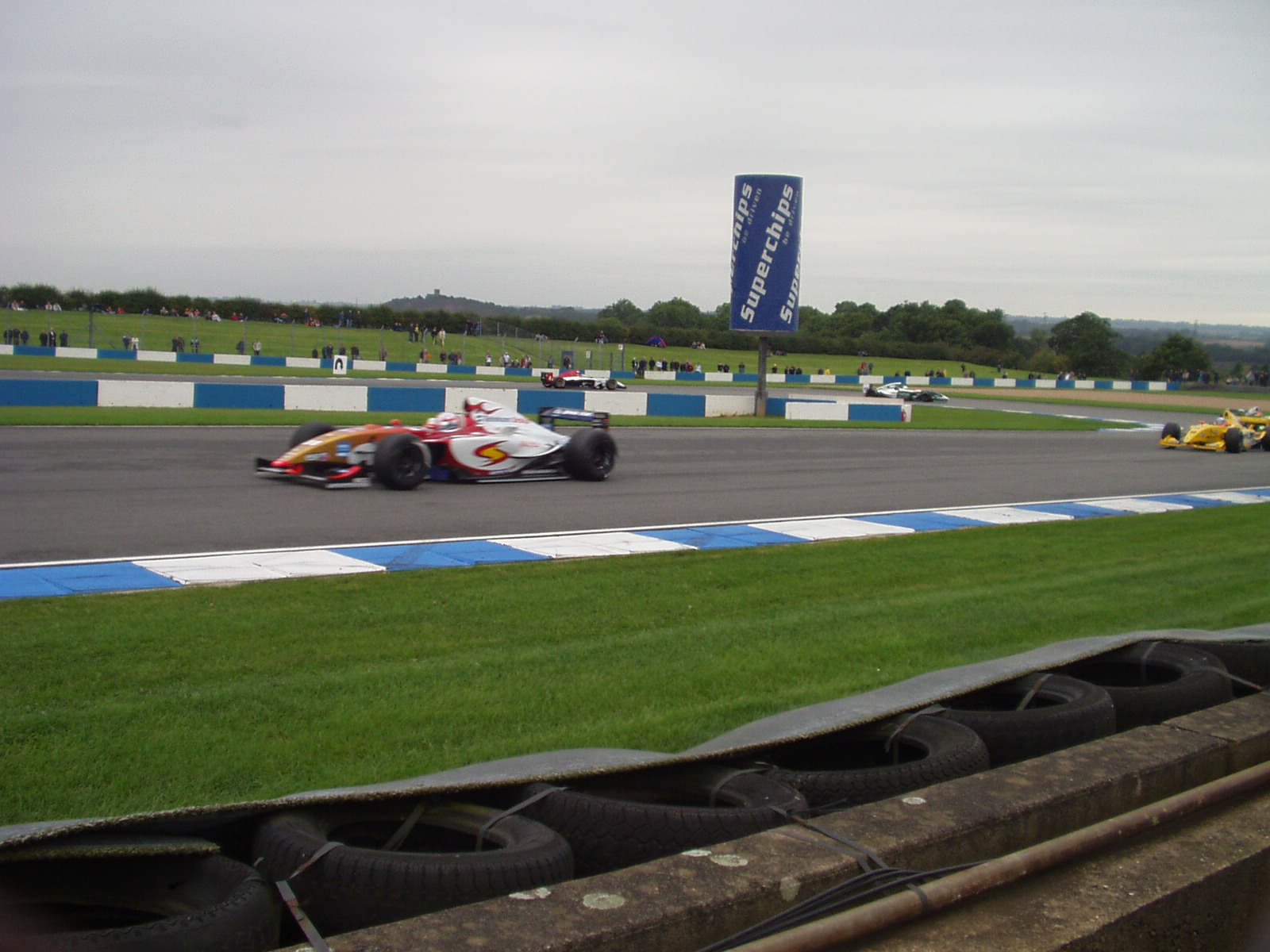
Rennszene ausgangs der Haarnadelkurve „Melbourne“

1993 fand mit dem Großen Preis von Europa das erste und bislang auch letzte Mal ein Formel-1-Grand-Prix in Donington statt. Das Regenrennen gilt bis heute unter Experten als beste Leistung des 1994 verstorbenen Ex-Weltmeisters Ayrton Senna, der auf der hügeligen Bahn in einem unterlegenen Auto seine Gegner nach Belieben dominierte und gewann.
Derzeit werden auf der Strecke Rennen der Britischen Tourenwagenmeisterschaft (BTCC) und der Britischen Formel-3-Meisterschaft ausgetragen.
Von 1987 bis 2009 fand dort auch der Grand Prix von Großbritannien der Motorrad-Weltmeisterschaft statt, der seit 2010 wieder auf der Strecke von Silverstone in Northamptonshire stattfindet. 2015 sollte erneut ein Großer Preis von Großbritannien in Donington stattfinden. Am 10. Februar 2015 wurde bekannt, dass der Motorrad-Grand-Prix nicht in Donington Park, sondern stattdessen weiterhin in Silverstone ausgetragen wird.
Ab der Formel-1-Weltmeisterschaft 2010 sollte der Donington Park Circuit Austragungsort des Großen Preises von Großbritannien werden und damit die Traditionsstrecke in Silverstone als Ausrichter des britischen Grand Prix ablösen. Das vereinbarten FIA, FOA und die Streckenbetreiber des Donington Park Circuit. Wegen finanziellen Schwierigkeiten der Betreiberfirma wurde der Vertrag jedoch von Seiten der FOA gekündigt.
Seit der Saison 2014/2015 testet die Formel E in Donington.

## Statistik

### Rundenrekorde

#### Formel 1
- Qualifikation: 1:10.458 min (Alain Prost, Williams-Renault, 1993)
- Rennen: 1:18.029 min (Ayrton Senna, McLaren-Ford, 1993)

#### MotoGP-Klasse
- Qualifikation: 1:27.676 min (Dani Pedrosa, Repsol Honda, 2006)
- Rennen: 1:28.714 min (Dani Pedrosa, Repsol Honda, 2006)

#### Formel E
- Testfahrten: 1:29.920 min (Lucas di Grassi, Abt Schaeffler FE01, 2015)

### Alle Sieger von Formel-1-Rennen im Donington Park
| Nr. | Jahr | Fahrer       | Konstrukteur | Motor | Reifen | Zeit          | Streckenlänge | Runden | Ø-Tempo      | Datum     | GP von |
| --- | ---- | ------------ | ------------ | ----- | ------ | ------------- | ------------- | ------ | ------------ | --------- | ------ |
| 1   | 1993 | Ayrton Senna | McLaren      | Ford  | G      | 1:50:46,570 h | 4,023 km      | 76     | 165,603 km/h | 11. April | Europa |